# Lista odcinków serialu anime Dragon Ball Z
Poniżej znajduje się lista odcinków serialu animowanego Dragon Ball Z.

## Saiyan Saga
| Odcinek | Tytuł polski                      | Tytuł angielski          | Tytuł japoński/tłumaczenie                                                                                               |
| ------- | --------------------------------- | ------------------------ | --- |
| 1       | Tajemniczy wojownik               | The New Threat           | Mini Gokū wa Obocchama! Boku Gohan desu / Mini-Songo to rozpieszczony chłopiec! Jestem Son Gohan                         |
| 2       | Dzieje Songa                      | Reunions                 | Shijō Saikyō no Senshi wa Gokū no Ani datta! / Najpotężniejszym wojownikiem w historii jest starszy brat Songa!          |
| 3       | Bojowa drużyna                    | Unlikely Alliance        | Yatta! Kore ga Chijō Saikyō no Konbi da! / O tak! To najsilniejszy duet na świecie!                                      |
| 4       | Wrogowie sprzymierzeńcami         | Piccolo's Plan           | Pikkoro no Kirifuda! Gohan wa Nakimushi-kun / As w rękawie Szatana Serduszko! Son Gohan, chłopiec-beksa                  |
| 5       | Songo poświęca życie              | Gohans Rage              | Gokū Shisu! Rasuto Chansu wa Ichido Dake / Songo umiera! Jest tylko jedna ostatnia szansa                                |
| 6       | Zwycięstwo                        | No Time Like The Present | Enma-sama mo Bikkuri Ano Yo de Faito / Nawet Enma-sama jest zaskoczony — walka toczy się dalej na tamtym świecie         |
| 7       | Trening Son Gohana                | Day 1                    | Kyōryū Sabaibaru! Gohan no Tsurai Shugyō / Surwiwal z dinozaurami! Ciężki trening Son Gohana                             |
| 8       | Metamorfoza Songohana             | Gohan Goes Bananas       | Tsuki no Kagayaku Yoru ni Daihenshin! Gohan Pawā no Himitsu / Wielka przemiana w księżycową noc! Sekret mocy Son ohana   |
| 9       | Robot                             | The Strangest Robot      | Gomen ne Robotto-san Sabaku ni Kieta Namida / Przepraszam, panie Robocie — Pustynia Znikających Łez                      |
| 10      | Nowy towarzysz Songohana          | A New Friend             | Naku na Gohan! Hajimete no Tatakai / Nie płacz, Son Gohan! Jego pierwsza walka                                           |
| 11      | Krótki postój                     | Terror On Arlia          | Uchū Ichi no Kyōsenshi Saiya-jin Mezameru! / Saiyanie, najpotężniejsi wojownicy we wszechświecie, przebudzili się!       |
| 12      | Droga bez końca                   | Global Training          | Hebi no Michi de Inemuri Gokū ga Okkochiru / Drzemka na wężowej drodze - Songo upada                                     |
| 13      | Tajemne przejście                 | Goz And Mez              | Te o Dasu na! Enma-sama no Himitsu no Kudamono / Ręce przy sobie! Sekretny owoc Enmy-samy                                |
| 14      | Książęca gościnność               | Princess Snake           | Ama~i Yūwaku! Hebihimesama no Omotenashi / Taka słodka pokusa! Gościnność Wężowej Księżniczki                            |
| 15      | Sztorm                            | Dueling Piccolos         | Pikkoro kara no Dasshutsu! Arashi o yobu Gohan / Ucieczka od Szatana Serduszko! Son Gohan przywołuje burzę               |
| 16      | Porzucona wioska                  | Plight Of The Children   | Hashire Gohan! Chichi no Matsu Natsukasi no Paozu Yama / Biegnij, Son Gohan! Tęsknota za górą Paozu, gdzie czeka Chichi  |
| 17      | Miasto wojowników                 | Pendulum Room Peril      | Asu naki Machi! Shōri e no Tōi Michinori / Miasto bez jutra! Długa droga do zwycięstwa                                   |
| 18      | Koniec podróży                    | The End Of Snake Way     | Shūte~n Hebi no Michi! Omee Kaiō-sama ka? / Ostatni przystanek na wężowej drodze! Czy jesteś mistrzem Kaito?             |
| 19      | Prawo powszechnego ciążenia       | Defying Gravity          | Jūryoku to no Tatakai! Baburusu-kun o Tsukamaero / Bitwa z grawitacją! Złap bubblesa                                     |
| 20      | Legenda o Kosmicznych Wojownikach | Goku's Ancestors         | Yomigaeru Saiya-jin Densetsu! Gokū no Rūtsu / Odrodzenie legendy Saiyan! Korzenie Songa                                  |
| 21      | Wróg przybywa                     | Counting Down            | Ide yo Shenron! Saiya-jin Tsui ni Chikyū Tōchaku / Przybądź, Shen Long! Saiyanie w końcu przybywają na Ziemię            |
| 22      | Osobliwe nasiona                  | The Darkest Day          | Nna Baka na! Tsuchi kara Umareta Saibaman / Nie do wiary! Saibameni, zrodzeni z ziemi                                    |
| 23      | Makabryczna taktyka               | Saibamen Attack          | Yamucha Shisu! Osorubeki Saibaman / Yamcha ginie! Terror Saibaienów                                                      |
| 24      | Akt odwagi                        | The Power Of Nappa       | Sayonara Ten-san! Chaozu no Sutemi no Senpō / Żegnaj TenShin! Samobójcza Strategia Kaosa                                 |
| 25      | Rozpacz dodaje sił                | Sacrifice                | Tenshinhan Zekkyō!! Kore ga Saigo no Kikōhō da / Okrzyk Tenshinhana!! To jest moje ostatnie Kikoho                       |
| 26      | Zawieszenie broni                 | Nappa's Rampage          | Hitasura Matte San Jikan! Dangan Hikō no Kinto-Un / Intensywne trzygodzinne opóźnienie! Ekspresowy lot magiczną chmurką  |
| 27      | Upragniony powrót                 | Nimbus Speed             | Boku ni Makasete! Gohan, Ikari no Daibakuhatsu / Zostaw to mnie! Wielki Wybuch Gniewu Son Gohana                         |
| 28      | Podwójna strata                   | Goku's Arrival           | Saiya-jin no Mōi! Kami-sama mo Pikkoro mo Shinda / Zaciekłość Saiyan! Wszechmogący i Szatan Serduszko umierają           |
| 29      | Niezawodna technika Kaito         | Lesson Number One        | Tō-san Sugee ya! Kyūkyoku no Hissatsuwaza・Kaiō-ken / Ojciec jest niesamowity! Kaio-ken, ostateczna technika wykańczania |
| 30      | Trzeci atak                       | Goku vs Vegeta           | Genkai o Koeta Atsui Tatakai! Gokū tai Bejiita / Gorąca, nieograniczona bitwa! Songo kontra Vegeta                       |
| 31      | Metamorfoza ostatniego wojownika  | Saiyan Sized Secret      | Ima da Gokū! Subete o Kaketa Saigo no Ōwaza / Teraz Songo! Ostatnia technika i wszystko na szali                         |
| 32      | Nikłe szanse                      | Spirit Bomb Away!        | Sentōryoku Jūbai! Bejiita Daihenshin / Moc bojowa wzrosła dziesięciokrotnie !! Wielka Metamorfoza Vegety                 |
| 33      | Dar energii                       | Hero In The Shadow       | Shinanai de Tō-san!! Kore ga Gohan no Sokochikara / Nie umieraj Ojcze!! To jest głębia mocy Son Gohana                   |
| 34      | Wielka odpowiedzialność           | Krillin's Offensive      | Ute Kuririn! Negai o Kometa Genki Dama / Strzelaj, Krilanie! Pełna nadziei technika Genki Dama                           |
| 35      | Zdumiewająca przemiana            | Mercy                    | Kiseki o Okose! Sūpā Saiya-jin Son Gohan / Dokonaj cudu! Son Gohan, Super Sajanin                                        |

## Freezer Saga
| Odcinek | Tytuł polski                       | Tytuł angielski                  | Tytuł japoński/tłumaczenie |
| ------- | ---------------------------------- | -------------------------------- | --- |
| 36      | Nadzieja                           | Picking Up The Pieces            | Tobidase Uchu e! Kibo no Hoshi wa Pikkoro no Furusato / Wyruszamy w kosmos! Gwiazda Nadziei jest Ojczyzną Szatana Serduszko                                 |
| 37      | Podróż na koniec świata            | Plans For Departure              | Nazo no Yunzabitto! Kami-sama no Uchusen o Sagase / Tajemniczy Yunzabit! W poszukiwaniu statku kosmicznego wszechmogącego                                   |
| 38      | Wyprawa na Namek                   | Nursing Wounds                   | Namekkusei Iki Hasshin! Gohantachi o Matsu Kyofu / Start na Planetę Namek! Terror czekający na Son Gohana i spółkę                                          |
| 39      | Kosmiczna pułapka                  | Friends or Foes                  | Teki ka Mikata ka? Nazo no Kyodai Uchusen no Kodomotachi / Przyjaciele czy wrogowie? Dzieci tajemniczego gigantycznego statku kosmicznego                   |
| 40      | Kierunek - Namek                   | Held Captive                     | Honto ni Honto? Are ga Kibo no Namekkusei / Szczerzy do bólu? Tam leży Namek, Planeta Nadziei                                                               |
| 41      | Uprzejmi nieznajomi                | Look Out Below                   | Shinsetsu na Uchu-jin Ikinari Atta yo Ushinchu / Dobroduszni kosmici — oto i sześciogwiazdkowa kula                                                         |
| 42      | Przebudzenie wroga                 | The Search Continues             | Wakusei Furiiza Nanba Nanajukyu Fukkatsu no Bejiita!! / Planeta Freeza nr 79 — Vegeta wraca do zdrowia!!                                                    |
| 43      | Ostatnia pułapka                   | A Friendly Surprise              | Sorotta zo Doragon Boru! Pikkoro-san mo Ikikaeru / Smocze kule zostały znalezione! Szatan Serduszko również powróci do życia                                |
| 44      | Nowy wróg                          | Brood of Evil                    | Arata na Kyoteki! Uchu no Teio Furiiza / Trudny nowy wróg! Frezer, Cesarz Wszechświata                                                                      |
| 45      | Potężna energia                    | Frieza Strikes!                  | Yabo no Bejiita! Uchu Ichi no Senshi wa Ore da!! / Ambicja Vegety! Jestem największym wojownikiem we wszechświecie!                                         |
| 46      | Na koniec Wszechświata             | Defying Orders                   | Goku Pawa Zenkai!! Ginga no Hate made Rokkakan / Moc Songa uwolniona!! Sześć dni drogi na koniec galaktyki                                                  |
| 47      | Nameczanie kontra tyran            | The Defense of Namek             | Ihyo o Tsuita Kogeki!! Choro no Nerai wa Sukauta / Atak z zaskoczenia!! Celem wodza byli Zwiadowcy                                                          |
| 48      | Bezwzględny żołnierz               | The Hunted                       | Gohan Ayaushi! Shi o Yobu Tsuisekisha Dodoria / Son Gohan w niebezpieczeństwie! Ścigający Dodoria wzywa śmierć                                              |
| 49      | Straszliwe odkrycie                | The Prince Fights Back           | Bakushi Dodoria! Bejiita no Osorubeki Shogekiha / Dodoria ginie w wybuchu! Przerażająca fala uderzeniowa Vegety                                             |
| 50      | Awaria                             | Unexpected Problem               | Moeru Wakusei kara no Dasshutsu! Inochigake no Kamehameha / Ucieczka z płonącej planety !! Fala Kamehameha na wagę życia lub śmierci                        |
| 51      | Rozmowa z Kaito                    | Vegeta Has a Ball                | Yuuki Hyakubai! Kaiou no Moto ni Shuuketsu suru Senshitachi / Stukrotna odwaga! Wojownicy zebrani pod wodzą mistrza Kaito                                   |
| 52      | Trzeci przeciwnik                  | The Past and The Future          | Kike Gokuu yo! Furiiza niwa Te wo Dasu na / Posłuchaj mnie, Goku! Ręce z dala od Frezera                                                                    |
| 53      | Przemiana trzeciego przeciwnika    | Zarbon's Surprise                | Hotondo Torihada! Bisenshi Zaabon no Akuma no Henshin / Istna gęsia skórka! Diabelska transformacja Przystojnego Wojownika Zarbona                          |
| 54      | Spotkanie z Wodzem Nameczan        | Guru's Gift                      | Kibou no Hoshi wo Mamore! Kuririn Kyoui no Pawaa Appu / Broń Gwiazdy Nadziei!! Zadziwiające wzmocnienie Kuririna                                            |
| 55      | Cudowne ozdrowienie                | Piccolo vs. Everyone             | Shi no Fuchi kara Yomigaetta Kiseki no Otoko - Bejiita / Powrót z krawędzi śmierci — Vegeta, człowiek-cud                                                   |
| 56      | Kto zaśmieje się ostatni           | Zarbon's Mission                 | Dodekai Sentouryoku!! Kudakechiru Furiiza no Inbou / Ogromna moc bojowa!! Plan Frezera zawiódł na całego                                                    |
| 57      | Szczęśliwy dzień Vegety            | Gohan, the Hunted                | Genki ga Modotta zo!! Hyakubai Choujuuryoku no Naka no Gokuu / Znowu wracam do mojego starego ja!! Songo w 100-krotnej grawitacji                           |
| 58      | Tajna armia tyrana                 | New Enemies from Beyond          | Furiiza no Himitsu Heiki - Akuma no Ginyuu Tokusentai / Tajna broń Frezera! Diabelskie Siły Specjalne Ginyu                                                 |
| 59      | Powodzenia Bulmo                   | Destination: Guru                | Buruma ga Abunai!! Suushinchuu wa Furiiza no Te ni / Uważaj, Bulmo!! Si Xing Qiu wpada w szpony Frezera                                                     |
| 60      | Rozpacz Bulmy                      | Bulma's Big Day                  | Gekitotsu da!! Fukutsu no Toushi no Kaiouken to Kamehameha / Do ataku!! Kaio-ken i KamehameHa niezłomnego ducha"                                            |
| 61      | Tajna armia przybywa               | Hidden Powers                    | Semaru Choukessen! Ginyuu Tokusentai Tadaima Sanjou!! / Zbliża się wielka bitwa! Siły specjalne Ginyu wkraczają na scenę!!                                  |
| 62      | Siły uderzeniowe                   | New Ally, New Problem            | Gokuu ga Daisekkin! Furiiza no Houimou wo Buchiyabure / Songo na Ostatnim Podejściu! Przebij się przez obławę Frezera                                       |
| 63      | W szponach wroga                   | In A Bind                        | Choumajutsu ka Torikku ka!? Misutaa Gurudo ga Okotta zo! / Supermagia czy tylko sztuczka!? Pan Ghurd jest zły!                                              |
| 64      | Dewastujący podmuch                | Enter Recoome                    | Moui Rikuum!! Warukute Tsuyokute Tondemonai Yatsu / Dziki Reacoom!! Jest zły, jest silny, jest skandaliczny                                                 |
| 65      | Pojedynek z niepokonanym           | Last Defence                     | Shinu na Gohan! Gokuu - Tsui ni Kessenjou ni Touchaku da / Nie umieraj, Son Gohan! Songo wreszcie stawia stopę na polu bitwy                                |
| 66      | Legendarny wojownik                | Goku Arrives                     | Ketahazure no Tsuyosa!! Densetsu no Suupaa Saiyajin Son Gokuu / Niezwykła siła!! Songo, Legendarny Super Sajanin                                            |
| 67      | Starcie Songa z wrogiem            | Super Saiyan                     | Aka to Ao no Raitoningu-Booru! Jiizu to Baata ga Gokuu wo Osou / Kuliste pioruny w czerwieni i błękicie! Jheese i Butta atakują Songa                       |
| 68      | Kapitan Sił Specjalnych            | Ginyu Assault                    | Tsui ni Chokusetsu Taiketsu!! Ginyuu Taichou no Odemashi da / Nareszcie bezpośrednie starcie!! Kapitan Ginyu zajmuje pole                                   |
| 69      | Kapitan rzuca wyzwanie             | Incredible Force                 | Susamajii Hakuryoku!! Mita ka, Gokuu no Furu Pawaa / Niesamowita siła!! Widziałeś pełną moc Songa?                                                          |
| 70      | W poszukiwaniu magicznego zaklęcia | Frieza Approaches                | Tatakai no Yukue!? Saichourou ni Semaru Furiiza no Aku no Te / A co z wynikiem bitwy!? Zła ręka Frezera zaciska się wokół Wielkiego Wodza                   |
| 71      | Chytre posunięcie kapitana         | Goku is Ginyu and Ginyu is Goku  | Bikkuri!! Gokuu ga Ginyuu de Ginyuu ga Gokuu / Niespodzianka: Songo to Ginyu a Ginyu to Songo                                                               |
| 72      | Siedem Kryształowych Kul           | Calling the Eternal Dragon       | Ide yo Suupaa Shenron!! Boku no Negai wo Kanaetamae/ Przybądź, Super Shen Long!! Spełnij me życzenie                                                        |
| 73      | Pod postacią Songa                 | Gohan Defeat Your Dad!           | Yatsu wa Ora ja Nee! Gohan Bibiru na Chichi wo Ute!! / To nie ja! Son Gohan, nie panikuj, uderz swojego ojca!!                                              |
| 74      | Fatalny błąd                       | Captain Ginyu... The Frog        | Daigosan!! Ginyuu ga Kaeru ni Natchatta / Ups!! Ginyu zmienił się w żabę                                                                                    |
| 75      | Magiczne słowa                     | Password is Porunga              | Nanatsu no Tama wo Soroeshi Mono yo - Saa Aikotoba wo Ie! / Ty, któryś siedem kul zebrał... Teraz wypowiedz hasło!"                                         |
| 76      | Spełnione życzenia                 | Piccolo’s Return                 | Kami-sama mo Ikikaetta! Suupaa Shenron de Pikkoro ga Fukkatsu / Wszechmogący również powraca do życia! Serduszko zostaje wskrzeszony przez Super Shen Longa |
| 77      | W jedności siła                    | The Fusion                       | Saikyou Senshi no Tanjou ka! Neiru to Pikkoro ga Gattai / Narodziny Najpotężniejszego Wojownika!? Połączenie Naila i Szatana                                |
| 78      | Niezwyciężona siła                 | Fighting Power: One Million?     | Akumu no Chouhenshin!! Sentouryoku Hyaku Man no Furiiza / Koszmarna super-transformacja!! Milionowa moc bojowa Friezy                                       |
| 79      | Riposta Son Gokana                 | Gohan Attacks                    | Koko made ka!? Kyouaku Chouzetsu Pawaa ga Gohan wo Osou / Czy to koniec!? Brutalnie transcendentna moc atakuje Son Gohana                                   |
| 80      | Szatan Serduszko przybywa          | Piccolo the Super-Namek          | Ikki ni Keisei Gyakuten!! Okurete Kita Senshi - Pikkoro / Nagły zwrot akcji!! Spóźniony wojownik Piccolo                                                    |
| 81      | Szatan Serduszko kontra Frezer     | Déja vu                          | Pikkoro no Jishin! Furiiza wo Taosu no wa Ore da / Pewność siebie Szatana! Ja będę tym, który pokona Freezę                                                 |
| 82      | Druga transformacja                | Frieza’s Second Transformation   | Shutsugeki da Gokuu!! Gekido no Furiiza ga Dai Ni no Henshin / Songo, atakuj!! Druga przemiana rozwścieczonego Freezy                                       |
| 83      | Czy ratować Vegetę                 | Another Transformation?          | Kyoufu Shiro!! Furiiza wa Sando no Henshin de Shoubu suru / Drżyjcie przede mną!! Frezer przystępuje do walki po trzeciej transformacji                     |
| 84      | Budzące groze widowisko            | Dende's Demise                   | Dende no Shi - Dete Koi! Tobikiri Zenkai Pawaa / Śmierć Dendego... Pokaż się! Wspaniała nieskończona mocy                                                   |
| 85      | Songo powraca                      | The Renewed Goku                 | Machi ni Matta ze, kono Shunkan!!! Son Gokuu ga Fukkatsu da / Długo wyczekiwany moment!!! Songo wyleczony                                                   |
| 86      | Tragiczny koniec Vegety            | The End of Vegeta                | Munen - !!Hokori Tataki Saiyajin - Bejiita Shisu / Ogromny żal...!! Śmierć dumnego Saiyanina Vegety                                                         |
| 87      | Czy Songo dotrzyma obietnicy       | The Ultimate Battle              | Choukessen no Makuake da!! Omee dake wa Ora ga Taosu / Początek decydującej bitwy!! Zamierzam cię pokonać                                                   |
| 88      | Songo walczy z Frezerem            | Clash of the Super Powers        | Gekitotsu no Ni Dai Suupaa Pawaa! Honki Doushi no Nikudansen!!! / Starcie dwóch supermocy! Walka zaczyna się na poważnie!!!                                 |
| 89      | Niekończąca się walka              | Frieza's Boast                   | Furiiza Kyoufu no Sengen! Te wo Tsukawazu Omae wo Taosu / Straszna deklaracja Frezera! Pokonam cię bez użycia rąk                                           |
| 90      | Próba zastraszenia                 | Bold and Fearless                | Hattari ja Nee zo!! Daitan Suteki na Yatsu - Son-Gokuu / To nie próżne przechwałki!! Niesamowicie odważny i zuchwały Songo                                  |
| 91      | Kolejna porażka Songa              | Embodiment of Fire               | Ketchaku da!! Honoo no Keshin Nijuubai Kaiouken no Kamehameha / Odkrycie kart!! Płomienie Kamehamehy 20-krotnego Kaiokena                                   |
| 92      | Szansa na zwycięstwo               | Trump Card                       | Choutokudai no Genki-Dama - Kore ga Saigo no Kirifuda da!! / Ogromna Genki Dama. To już ostatnia karta atutowa!!                                            |
| 93      | Energia wszechświata               | Keep the Chance Alive            | Chansu wo Ikase!! Pikkoro Sutemi no Engo Shageki / Wykorzystać szansę!! Samobójcza próba wsparcia od Szatana Serduszko                                      |
| 94      | Finał                              | Power of the Spirit              | Genki-Dama no Chouhakairyoku!! Ikinokotta no wa Dare da!? / Niesamowita niszczycielska siła Genki Dama!! Kto przetrwa?!                                     |
| 95      | Zjawia się legendarny wojownik     | Transformed at Last              | Tusi ni Henshin!! Densetsu no Suupaa Saiya-jin - Son-Gokuu / W końcu przemieniony !! Songo, Legendarny Super Saiyan                                         |
| 96      | Straszliwa zemsta                  | Explosion of Anger               | Ikari Bakuhatsu!! Gokuu yo, Minna no Kataki wo Utte Kure / Wybuch gniewu!! Songo, pomścij śmierć wszystkich                                                 |
| 97      | Trudny finisz                      | Namek's Destruction              | Namekkusei Shoumetsu ka!? Daichi wo Tsuranuku Ma no Senkou / Zniszczenie Planety Namek!? Demoniczny błysk przebija ziemię                                   |
| 98      | Totalna moc                        | A Final Attack                   | Katsu no wa Ore da - Ikinokori wo Kaketa Saishuu Kougeki / Tę walkę wygram ja... Ryzykowny, ostateczny atak                                                 |
| 99      | Życzenie Kaito                     | Approaching Destruction          | Shen-Ron yo Uchuu wo Hashire!! Semaru Namekkusei Shoumetsu no Toki / Przebądź wszechświat, Shen Longu!! Nadchodzi koniec planety Namek                      |
| 100     | Dzielny syn                        | Gohan Returns                    | Boku wa Son-Gokuu no Musuko da!! Gohan, Futatabi Kessenjou e / Jestem synem Son Goku!! Gohan ponownie na polu walki                                         |
| 101     | Ostatnie życzenie                  | The Last Wish                    | Ore wa Kono Hoshi ni Nokoru!! Shouri eno Saigo no Negai / Zostaję na tej planecie!! Ostatnie życzenie ku zwycięstwu                                         |
| 102     | Iskierka nadziei                   | Duel on a Vanishing Planet       | Tokoton Yarou ze!! Kieyuku Hoshi ni Nokotta Futari / Dajmy z siebie wszystko!! Dwóch na znikającej planecie                                                 |
| 103     | Ostatnie chwile przed katastrofą   | Pathos of Frieza                 | Aware Furiiza! Furuedashitara Tomaranai / Rozpacz Freezy! Gdy zacznie trząść, nie przestanie!!                                                              |
| 104     | Kres władzy tyrana                 | Frieza Defeated!!                | Gokuu no Shouri Sengen da!! Furiiza ga Jimetsu suru Toki / Goku deklaruje zwycięstwo!! Freeza wpada we własne sidła...                                      |
| 105     | Porażka Frezera                    | Mighty Blast of Rage             | Furiiza Yabureru!! Subete no Ikari wo Kometa Ichigeki / Freeza pokonany!! Pojedynczy atak pełen gniewu                                                      |
| 106     | Śmierć bohatera                    | Namek’s Explosion... Goku’s End? | Namekkusei Daibakuhatsu!! Uchuu ni Kieta Gokuu / Wielka eksplozja Namek!! Goku znika w kosmosie                                                             |
| 107     | Songo żyje                         | Goku's Alive!!                   | Ikite ita Son Gokuu Zetto Senshi Zen'in Fukkatsu da!! / Son Goku przetrwał. Wszyscy Wojownicy Z wskrzeszeni!!                                               |

## Garlic jr. Era
| Odcinek | Tytuł polski              | Tytuł angielski          | Tytuł japoński / tłumaczenie                                                                                                  |
| ------- | ------------------------- | ------------------------ | --- |
| 108     | Następca wszechmogącego   | The Heavens Tremble      | Tenkai ga Taihen da!! Gaarikku Junia ga Kami ni naru!? / Koszmar w niebiosach!! Garlik Jr nowym Wszechmogącym?!               |
| 109     | Diabelska trucizna        | Black Fog of Terror      | Kyoufu no Kuroi Kiri...!! Minna Mazoku ni Natchatta / Przerażająca czarna mgła...!! Wszyscy zmieniają się w demony            |
| 110     | Bitwa w raju              | Battle in Kami's Lookout | Tenkai ga Senjou da!! Pikkoro ga Mazoku ni Gyakumodori... / Niebiosa polem walki!! W Piccolo odradza się demon...             |
| 111     | Napad furii i grad ciosów | Fight with Piccolo       | Pikkoro to Chokusetsu Taiketsu!! Tenkai ni Ikari no Masenkou / Bezpośrednie starcie z Piccolo!! Wściekłe Masenko w niebiosach |
| 112     | Szatan górą               | Call For Restoration     | Minna no Kokoro wo Torimodose!! Shinden ni Nemuru Choushinsui / Odzyskaj serca wszystkich!! Przeboska Woda z Boskiego Pałacu  |
| 113     | Rosnąca moc zła           | Suicidal Course          | Asa made Matenai!! Kamisama no Kakugo wo Kimeta Kesshikou / Rano będzie za późno!! Wszechmogący stawia życie na szali         |
| 114     | W drodze po cudowną wodę  | Extreme Measures         | Choukageki ni Shoubu da!! Okite Yaburi no Kamisama / Niewyobrażalna bitwa!! Wszechmogący łamie zasady                         |
| 115     | Diabelska sztuczka        | The World Awakens        | Kiita ze Choushinsui!! Sekai ga Akumu kara Sameta / Przeboska Woda działa!! Świat budzi się z koszmaru                        |
| 116     | Kres czarnej magii        | Brief Chance of Victory  | Gohan ni Isshun no Shouki!! Ano Makyousei wo Ute... / Szansa Gohana na zwycięstwo!! Zniszcz Planetę Demonów...                |
| 117     | Mara i Krilan             | Krillin's Proposal       | Otoko da nee...Kuririn Hyakuikkai no Puropoozu / Mój chłopak... Kuririn. Oświadczyny numer 101                                |

## Cell Game
| Odcinek | Tytuł polski                      | Tytuł angielski                              | Tytuł japoński / tłumaczenie |
| ------- | --------------------------------- | -------------------------------------------- | --- |
| 118     | Frezer kontratakuje               | Frieza’s Counterattack                       | Are ga Chikyuu da yo Papa... Furiiza Oyako no Gyakushuu / To właśnie Ziemia, papo... Kontratak Freezy i jego ojca                           |
| 119     | Tajemniczy wybawiciel             | The Mysterious Youth                         | Furiiza wa Boku ga Taosu... Gokuu wo Matsu Nazo no Shounen / Ja zajmę się Freezą... Tajemniczy chłopak czeka na Goku                        |
| 120     | Frezer niemile zaskoczony         | Another Super Saiyan?                        | Furiiza wo Ittouyoudan!! Mou Hitori no Suupaa Saiya-jin / Freeza pokonany jednym cięciem!! Jeszcze jeden Super Saiyanin                     |
| 121     | Kim jest tajemniczy wojownik?     | Welcome Back Goku                            | Ossu!! Hisashiburi... Kaette Kita Son-Gokuu / Cześć!! Trochę minęło... Son Goku powraca                                                     |
| 122     | Dobrze strzeżona tajemnica        | Mystery Revealed                             | Boku no Chichi wa Bejiita desu... Nazo no Shounen no Kokuhaku / Moim ojcem jest Vegeta... Wyznanie tajemniczego chłopaka                    |
| 123     | Nowa technika Songa               | Goku's Special Technique                     | Gokuu no Shinhissatsuwaza!? Mite Kure, Ora no Shunkan Idou / Nowa zabójcza technika Goku?! Patrzcie, oto moja teleportacja                  |
| 124     | Wielkie przygotowania             | Z Warriors Prepare                           | Koete Yaru... Gokuu wo!! Sentou Minzoku Saiyajin no Ou / Przewyższę cię... Goku!! Król walecznej rasy Saiyan                                |
| 125     | Kolejny egzamin                   | Goku's Ordeal                                | Menkyo Kaiden? Gokuu no Arata naru Shiren??? / Mistrz kierownicy? Całkiem nowe wyzwanie Goku                                                |
| 126     | Cyborgi przybywają                | The Androids Appear                          | Kehai wo Motanu Satsujinki. Doitsu ga Jinzou Ningen da!? / Mordercy niezostawiający śladu. Którzy z nich to sztuczni ludzie?!               |
| 127     | Spotkanie                         | A Handy Trick                                | Reiketsu Nijuugou no Akugyaku Hidou!! Goku - Ikari no Chouhenshin / Okrucieństwo zimnokrwistego numeru 20!! Wściekła przemiana Goku         |
| 128     | Tajna broń cyborgów               | Double Trouble for Goku                      | Gokuu, Daburu Shokku!! Yamai to Teki no Hasamiuchi / Goku i podwójny wstrząs!! W kleszczach między wrogiem a chorobą                        |
| 129     | Powrót Vegety                     | Upgrade to Super Saiyan                      | Bejiita Tsuyoshi!! Mezameru Suupaa Saiya-jin no Chi / Potęga Vegety!! Przebudzenie krwi Super Saiyanina                                     |
| 130     | Sekret                            | More Androids?!                              | Nijuugou no Futeki na Warai... Dokutaa Gero no Himitsu / Uśmieszek numeru 20... Tajemnica doktora Gero                                      |
| 131     | Gdzie są cyborgi?                 | Present is more Frightening than the Future! | Jijitsu wa Mirai yori Osoroshii!? Torankusu no Giwaku / Teraźniejszość gorsza niż przyszłość?! Podejrzenia Trunksa                          |
| 132     | Gdzie jest laboratorium?          | Follow Dr. Gero                              | Tsuigeki!! Dokutaa Gero Nazo no Kenkyuujo wo Sagashidase / Pościg!! Za doktorem Gero. Poszukiwania tajemnego laboratorium                   |
| 133     | Koszmar staje się rzeczywistością | Nightmare Comes True                         | Soshite Kyoufu ga Genjitsu ni... Mezameru Juunanagou to Juuhachigou / I koszmar staje się rzeczywistością... Przebudzenie numerów 17 i 18!! |
| 134     | Nowe cyborgi                      | Goku's Assassin                              | Subete ga Teokure ka!? Gokuu wo Korosu Saishuu Heiki / Zbyt późno, by cokolwiek zrobić?! Ostateczna broń wymierzona w Goku                  |
| 135     | Nieustraszony cyborg              | Deadly Beauty                                | Kawaii Kao de Choupawaa!? Juuhachigou ni Shikaku Nashi / Ładna buzia i ogromna moc?! Nie ma mocnych na Osiemnastkę                          |
| 136     | Nierówne szanse                   | No Match for the Androids                    | Dare nimo Yatsura wo Tomerarenai...Zetto Senshi Zenmetsu ka!? / Nikt ich nie zatrzyma... Czy to koniec Wojowników Z?!                       |
| 137     | Decyzja Szatana Serduszko         | Last Ditch Effort                            | Pikkoro no Ketsui!! Totteoki no Saigo no Shudan / Decyzja Piccolo!! Ostatnia z możliwości                                                   |
| 138     | Songo jest w bezpiecznym miejscu  | Closing In                                   | Aruku Chouhakai Heiki!! Jinzou Ningen ga Gokuu ni Semaru / Kroczące bronie masowego rażenia!! Sztuczni ludzie coraz bliżej Goku             |
| 139     | Zły znak                          | Unwelcome Discovery                          | Fukitsu na Yokan! Buruma ga Shirareta Misuterii??? / Złe przeczucie! Bulma odkrywa tajemnicę                                                |
| 140     | Pasażer drugiego wehikułu czasu   | Seized with Fear                             | Jaaku no Tamago wo Hakken!! Kyoufu suru Torankusu / Odkrycie złowieszczego jaja!! Przerażenie Trunksa                                       |
| 141     | W jedności siła                   | The Reunion                                  | Katsutenai Teki ni Mukete... Suupaa Namekkuseijin Tanjou!! / W stronę nowego przeciwnika... Narodziny Super Nameczanina!!                   |
| 142     | Potężna moc potwora               | Borrowed Powers                              | Kamehameha!? Gokuu no Ki wo Motsu Monsutaa / Kamehameha?! Potwór, który ma ki Goku                                                          |
| 143     | Czwarty cyborg                    | His Name is Cell                             | Zouo to Hakai no Seimeitai!! Yatsu no Na wa Jinzou Ningen Seru / Uosobienie nienawiści i zniszczenia!! Sztuczny człowiek o imieniu Cell     |
| 144     | Błąd Szatana Serduszko            | Piccolo's Folly                              | Pikkoro no Tsuukon no Daishippai! Seru ga Machi ni Hanatareta / Niepowodzenie Piccolo! Cell ucieka do miasta!                               |
| 145     | Tajemnica narodzin Komórczaka     | Laboratory Basement                          | Seru Tanjou no Himitsu! Kenkyuujo no Chika ni Nani ga Aru!? / Tajemnica narodzin Cella! Co skrywają podziemia laboratorium?!                |
| 146     | O czym marzy Songo?               | Our Hero Awakes                              | Gokuu Tatakai eno Mezame! Suupaa Saiyajin wo Koero!! / Goku przebudzony do walki! Przewyższ Super Saiyanina!!                               |
| 147     | Iskierka nadziei                  | Time Chamber                                 | Shugyou wo Isoge Saiyajin! Seishin to Toki no Heya de... / Przyśpieszcie swój trening, Saiyanie! W Komnacie Ducha i Czasu...                |
| 148     | Spotkanie z cyborgami             | The Monster is Coming                        | Ten wo Saku Gekiretsu Koudan!! Pikkoro Tai Jinzou Ningen Juunanagou / Świetliste kule rozdzierające niebo!! Piccolo kontra android numer 17 |
| 149     | Komórczak bliski celu             | He's Here                                    | Kono Hi wo Matte Ita!! Seru - Kanzentai eno Jokyoku / Czekałem na ten dzień!! Pierwszy krok Cella ku doskonałości                           |
| 150     | Niezwyciężona bestia              | Up to Piccolo                                | Sutemi no Hangeki Oyobazu! Pikkoro Motsukiru!! / Ryzykowny kontratak bez skutku! Płomień Piccolo zaczyna słabnąć!!                          |
| 151     | Potężny przeciwnik                | Silent Warrior                               | Nokosareta Yuiitsu no Nozomi... Mugon no Senshi Juurokugou Tatsu!! / Pozostała ostatnia nadzieja... Milczący wojownik Szesnastka!!          |
| 152     | Roboty są zbyt słabe              | Say Goodbye, 17                              | Juunanagou wo Nomikonda... Henshin Seru wa Chou Gurume / Siedemnastka pochłonięty... Przemieniony Cell to wielki koneser                    |
| 153     | Ratunek                           | Sacrifice                                    | Asu wa Omee wo Tatakinomesu!! Gokuu no Chousenjou / Już jutro cię powalę!! Wyzwanie Goku                                                    |
| 154     | Nadzieja                          | Saiyans Emerge                               | Subete Ore ga Katazukeru!! Shinsei Bejiita Oyako Shutsugeki / Zrobię z tym wszystkim porządek!! Przybycie nowo narodzonych Vegety z synem   |
| 155     | Vegeta u szczytu formy            | Super Vegeta                                 | Ikinari Zenkai!! Hikarikagayaku Bejiita no Chou Pawaa / Od razu pełna moc!! Supermoc rozpromienionego Vegety                                |
| 156     | Na kolana                         | Bow to the Prince                            | Seru yo Hizamazuke! Ore wa Suupaa Bejiita da!! / Na kolana, Cell! Jestem Super Vegeta!!                                                     |
| 157     | Arogancja Vegety                  | Hour of Temptation                           | Kiken na Puraido!! Kanzentai Seru eno Chousen / Niebezpieczna duma!! Wyzwanie idealnej formy Cella                                          |
| 158     | Decyzja Krilana                   | Krillin's Decision                           | Ore Nayanjau!! Kuririn no Juuhachigou Hakai Kousaku / Jestem zrozpaczony!! Kuririn i zniszczenie Osiemnastki                                |
| 159     | Preludium do terroru              | The Last Defense                             | Zen'uchuu ni Shougeki!! Seru, Kanzentai he Kyoui no Shinka / Wstrząśnięty cały wszechświat!! Fenomenalna przemiana Cella w idealną formę    |
| 160     | Czas grozy                        | Cell is Complete                             | Sentouryoku Mugendai!! Seru to Iu Na no Hakaishin Tanjou / Nieskończony poziom mocy!! Narodziny boga zniszczenia o imieniu Cell             |
| 161     | Vegeta w niebezpieczeństwie       | Vegeta Must Pay                              | Suupaa Bejiita Ayaushi!! Kanzen Muketsu no Kyoufu ga Semaru!! / Super Vegeta w tarapatach!! Nadciąga strach absolutny!!                     |
| 162     | Triumf Tronka                     | Trunks Ascends                               | Suupaa Saiyajin no Genkai Toppa!! Arashi wo Yobu Torankusu / Granice Super Saiyanina przekroczone!! Trunks przywołuje burzę                 |
| 163     | Tronk ratuje Vegetę               | Saving Throw                                 | Chi-Chi wo Sukue!! Ten wo mo Kogasu Torankusu no Ikari / Ocal swego ojca!! Gniew Trunksa pali niebiosa                                      |
| 164     | Tronk z przyszłości ocalony       | Ghosts from Tomorrow                         | Zetsubou no Mirai!! Jigoku wo Ikinuita Otoko Torankusu / Rozpaczliwa przyszłość!! Trunks, człowiek, który przeżył piekło                    |
| 165     | Upiorna propozycja Komórczaka     | The Cell Games                               | Suupaa Torankusu ni Jakuten!! Seru, Shougeki no Bakudan Hatsugen / Super Trunks ma słaby punkt!! Wstrząsająca deklaracja Cella              |
| 166     | Dlaczego turniej?                 | What is the Tournament?                      | Gokuu ni Semaru Daikessen!! Shin Tenkaichi Budoukai no Nazo / Goku coraz bliżej ostatecznego starcia!! Tajemnica nowego Tenkaichi Budokai   |
| 167     | Dziwne widowisko                  | The Doomsday Broadcast                       | Shichouritsu Hyaku Paasento!! Shi wo Yobu Seru Geemu Dokusen Namahousou / Oglądalność 100%!! Niezwykła transmisja o turnieju Komórczaka     |
| 168     | Powrót Songa                      | Meet Me in the Ring                          | Gokuu to Gohan... Hiiroo Oyako Kyuukyoku no Reberu Appu / Goku i Gohan... Niezwykły wzrost mocy ojca i syna                                 |
| 169     | Przed turniejem                   | No Worries Here                              | Gokuu no Yoyuu!? Yasunde Matou Seru Geemu / Wyluzowanie Goku?! Odpoczynek w oczekiwaniu na turniej Komórczaka                               |
| 170     | Fałszywy alarm                    | A Girl Named Lime                            | Senshi no Kyuusoku... Shoujou to Uso to Gohan no Ketsui / Odpoczynek wojownika... Dziewczyna, kłamstwa i postanowienie Gohana               |
| 171     | Urodziny Son Gokana               | Memories of Gohan                            | Himerareta Chikara!! Gohan ga Akambou datta Koro / Ukryta moc!! Gdy Gohan był niemowlakiem                                                  |
| 172     | Atak na Komórczaka                | A New Guardian                               | Come Forth Super Shen Long!! Grant Me My Wish / Znaleźć Wszechmogącego!! Goku i niezawodna teleportacja                                     |
| 173     | Nowy wszechmogący                 | Dende's Dragon                               | Dende no Hatsu Shigoto!! Doragonbooru Fukkatsu da / Pierwsze zadanie Dendego!! Smocze Kule zostają przywrócone                              |
| 174     | Kryształowe Kule                  | The Puzzle of General Tao                    | Gokuu ni Nanmon!? Doragonbooru wo Torimodose??? / Wyzwanie dla Goku?! Odzyskać Smocze Kule                                                  |
| 175     | Ostatnie dwadzieścia minut        | The Games Begin                              | Seru ni Idomu Monotachi!! Kessen no Makuake / To oni rzucają wyzwanie Komórczakowi!! Rozpoczęcie decydującej bitwy                          |
| 176     | Uczniowie Herkulesa               | Losers Fight First                           | Chotto Matta!! Satan Gundan Ooabare / Nie tak prędko!! Drużyna Satana naciera                                                               |
| 177     | Pierwsza runda                    | Goku vs. Cell                                | Shoubu da Gokuu!! Choukimpaku Seru Geemu / Pojedynek Goku!! Pełna napięcia Gra Komórczaka                                                   |
| 178     | Wielkie starcie                   | Cell's Bag of Tricks                         | Chikyuu Chokugeki!! Seru no Tokudai Kamehameha / Prosto w Ziemię!! Gigantyczna Kamehameha Komórczaka                                        |
| 179     | Ukryta tragedia                   | No More Rules                                | Haiboku ka Shi ka!? Gokuu, Gyakuten no Hisaku / Przegrana czy śmierć?! Sposób Goku na zmianę sytuacji                                       |
| 180     | Songo rezygnuje                   | The Fight is Over                            | Shitou ni Ketchaku!! Gokuu no Kousan Sengen!? / Finał morderczej walki!! Goku ogłasza przegraną?!                                           |
| 181     | Ostatni zawodnik                  | Faith in a Boy                               | Saikyou wo Tsugu Mono... Sono Na wa Gohan / Następca najsilniejszego... Jego imię to Gohan                                                  |
| 182     | Tajemnica Son Gokana              | Gohan's Desperate Plea                       | Ikare Gohan Nemureru Chikara wo Yobiokose / Wścieknij się, Gohan. Przebudź swoją uśpioną moc                                                |
| 183     | C 16 zniszczony                   | Android Explosion                            | Chitcha na Kyoui!! Seru Junia Raishuu / Małe, ale groźne!! Komórczaki-Juniorzy atakują                                                      |
| 184     | Małe Komórczaki                   | Children of Cell Attack                      | Juurokugou Muzan!! Ugokidasu Ikari no Suupaa Gohan / Tragedia Szesnastki!! Uwolniony gniew Super Gohana                                     |
| 185     | Brawo Son Gokan                   | The Unleashing                               | Fukiabareru Shin no Chikara!! Seru Junia Funsai / Niszczycielska prawdziwa moc!! Cell-Juniorzy zmiażdżeni                                   |
| 186     | Komórczak znokautowany            | The Unstoppable Gohan                        | Seru wo Nokku Auto!! Tatta Nihatsu no Choutekken / Komórczak znokautowany!! Wystarczyły 2 superciosy                                        |
| 187     | Koniec koszmaru                   | Cell's Mighty Breakdown                      | Seru ni Ihen!! Kuzusareta Kanzentai??? / Porażka Komórczaka !! Idealna forma się rozpada                                                    |
| 188     | Poświęcenie                       | A Hero's Farewell                            | Bai Bai Minna!! Gokuu no Saigo no Shunkan Idou / Żegnajcie, moi drodzy!! Ostatnia teleportacja Goku                                         |
| 189     | Terror                            | Cell Returns!                                | Hakuchuu no Akumu!! Kyoufu wa Yori Kampeki ni / Koszmar w biały dzień!! Terror jeszcze doskonalszy                                          |
| 190     | Jaki ojciec taki syn              | The Horror Won't End                         | Gokuu kara Gohan e... Chichi no Tamashii wa Tsutawatta / Od Goku do Gohana... Duch ojca trafia do syna                                      |
| 191     | Dzień wyzwolenia                  | Save the World                               | Tatakai wa Owatta... Arigatou Son-Gokuu / Bitwa zakończona... Dziękujemy, Son Goku                                                          |
| 192     | Na Ziemię powraca pokój           | Goku's Noble Decision                        | Ora Ano Yo de Shugyou suru!! Egao no Wakare / Będę trenować w zaświatach!! Pożegnanie z uśmiechem                                           |
| 193     | Drugie życzenie                   | One More Wish                                | Atarashii Hibi... Tousan! Boku Gambaru / Nowa codzienność... Tato! Daję sobie radę                                                          |
| 194     | Upiory przyszłości                | Free The Future                              | Mou Hitotsu no Ketsumatsu!! Mirai wa Ore ga Mamoru / Jeszcze jedna walka!! Ochronię przyszłość                                              |
| 195     | Kto mieszka w Zaświatach?         | Warriors of The Dead                         | Daikangeki!! Ita zo! Ano Yo no Sugee Yatsu / Co za emocje!! Jestem gotów! Imponujący facet z zaświatów                                      |
| 196     | Jeszcze jeden turniej             | Tournament Begins                            | Anoyoichi wa Ora da!! Rekidai no Yuusha Daishuugou / To ja jestem najlepszy w zaświatach!! Nagromadzenie bohaterów z przeszłości            |
| 197     | Ćwierćfinały                      | Water Fight                                  | Daikaiousei Nekkyou!! Makiokose Gokuu Senpuu / Szaleństwo na planecie Króla światów!! Goku wzbudza sensację                                 |
| 198     | Niezwykły finał                   | Final Round                                  | Honoo no Keshou!! Gokuu ka Paikuuhan ka!? / Płomienny finał!! Wygra Goku czy Paikuhan?!                                                     |
| 199     | Nowy mistrz                       | Goku vs. Pikkon                              | Nogasu na Shouri!! Kimero Chousoku Kamehameha / Nie oddać zwycięstwa!! Finisz z superszybką Kamehamehą                                      |

## Buu Saga
| Odcinek | Tytuł polski                           | Tytuł angielski                     | Tytuł japoński                                           |
| ------- | -------------------------------------- | ----------------------------------- | -------------------------------------------------------- |
| 200     | Pierwszy dzień w szkole                | Gohan Goes to High School           | Are kara Shichinen! Kyou kara Boku wa Koukousei          |
| 201     | Międzygalaktyczny wojownik             | Intergalactic warrior               | Ai to Seigi no Gureeto Saiyaman Sanjou                   |
| 202     | Pierwsza randka                        | Gohan's First Date                  | Gohan no Hachamecha Hatsu Deeto!?                        |
| 203     | Videl w trudnej sytuacji               | Rescue Videl                        | Gohan, Kinkyuu Shutsudou! Biideru o Sukue!!              |
| 204     | Spotkanie twarzą w twarz               | Blackmail                           | Tounan Jiken Hassei!! Hannin wa Saiyaman!?               |
| 205     | Mistrzostwa zapowiadają się ciekawie   | I'll Fight Too!                     | Gokuu mo Fukkatsu!? Tenkaichi Budoukai Shutsujou Da!!    |
| 206     | Niedaleko pada jabłko od jabłoni       | The Newest Super Saiyan             | Gohan mo Bikkuri! Goten no Bakuhatsu Pawaa               |
| 207     | Jak dorównać ptakom?                   | Take Flight, Videl                  | A Tobeta!! Biideru no Bukuujutsu Nyuumon                 |
| 208     | Spotkanie starych przyjaciół           | Gather For The Tournament           | Okaeri Gokuu! Zetto Chiimu Zen'in Shuugou!!              |
| 209     | Jak za dawnych dobrych lat             | Camera Shy                          | Ayaushi Saiyaman! Gekisha ni Goyoujin!?                  |
| 210     | Mały Tronk jest wielki                 | The World Tournament                | Hanpa ja Nai ze!! Chibi Torankusu                        |
| 211     | Tronk kontra Son Goten                 | Trunks vs. Goten                    | Boku no Deban Da!! Goten, Kinchou no Daiissen            |
| 212     | Niechaj zwycięży lepszy                | Best of The Boys                    | Ureshisa Hyakumanbai! Shounen Chanpion Kettei!!          |
| 213     | Fałszywy mistrz                        | Big Trouble, Little Trunks          | Dou Suru Satan!? Shijou Saidai no Pinchi                 |
| 214     | Losowanie                              | Who Will Fight Who?                 | Taisen Aite Kettei!! Hayaku Yarou ze Ikkaisen            |
| 215     | Szatan Serduszko wycofuje się          | Forfeit of Piccolo!                 | Dou Shita Pikkoro!! Masa ka no Fusenbai                  |
| 216     | Przeciwnik małej Videl                 | A Dark and Secret Power             | Fujimi de Bukimi!? Supopobitchi no Nazo                  |
| 217     | Pierwsza porażka                       | Videl is Crushed                    | Biideru Muzan!! Deru ka Ikari no Suupaa Gohan            |
| 218     | Son Gokan zdemaskowany                 | Identities Revealed                 | Barechatta!! Saiyaman wa Son-Gohan                       |
| 219     | Zagadka się wyjaśnia                   | Energy Drain                        | Ugomeku Inbou!! Gohan no Pawaa ga Ubawareta              |
| 220     | Pościg                                 | The Wizard's Curse                  | Kuromaku Toujou!! Aku no Madoushi Babidi                 |
| 221     | Pierwszy pokład                        | King of the Demons                  | Machiukeru Wana!! Makai kara no Chousenjou               |
| 222     | Niespodzianka na drugim pokładzie      | Vegeta Attacks                      | Nameru na!! Bejiita Ikari no Hassen Toppa                |
| 223     | Nieugięty Songo                        | Next Up, Goku                       | Gokuu Pawaa Zenkai!! Buttobe Yakon                       |
| 224     | Wznawiamy turniej                      | Battle Supreme                      | Daigosan!! Satan Tai Sannin no Chousenshi!?              |
| 225     | Zdemaskowany wojownik                  | Eighteen Unmasks                    | Tsuyoi ze Chibikko!! Juuhachigou Daikusen!?              |
| 226     | Coś za coś                             | Pay to Win                          | Tachihadakaru Maou! Deban Da Gohan!!                     |
| 227     | Wyzwanie dla Son Gokana                | Heart of a Villain                  | Mitsukerareta Jashin!! Daabura no Meian                  |
| 228     | Ciemna strona Vegety                   | The Dark Prince Returns             | Hakai Ouji Bejiita Fukkatsu!! Butoukai Rannyuu           |
| 229     | Piekielne starcie                      | Vegeta's Pride                      | Shukumei no Choutaiketsu!! Gekitotsu Gokuu Tai Bejiita   |
| 230     | Rewanż                                 | The Long Awaited Fight              | Matte'ro Babidi!! Yabou wa Yurusanai                     |
| 231     | Usprawiedliwienie Vegety               | Magical Ball of Buu                 | Toketa Fuuin! Deru Kyouaku Majin Buu!!                   |
| 232     | Oczekiwane przybycie                   | Buu is Hatched                      | Fukkatsu Sasenai!! Teikou no Kamehameha                  |
| 233     | Pozory mylą                            | The Losses Begin                    | Zetsubou e Itchokusen!? Nageki no Kaioushin              |
| 234     | Uwaga! Niebezpieczeństwo!              | The Terror of Mr. Buu               | Majin Osoru Beshi!! Gohan ni Semaru Shi no Kyoufu        |
| 235     | Olbrzymie ciacho                       | Meal Time                           | Tabechau zo!! Harapeko Majin no Chounouryoku             |
| 236     | Vegeta rzuca wyzwanie                  | The Warrior's Decision              | Senshi no Ketsui!! Majin wa Ore ga Shimatsu Suru         |
| 237     | Poświęcenie ojca                       | Final Atonement                     | Ai Suru Mono no Tame ni... Bejiita Chiru!!               |
| 238     | Trzeba wszystko zacząć od początku     | Evil Lives On                       | Akumu Futatabi! Ikite Ita Majin Buu                      |
| 239     | Dwaj nieobecni                         | Find The Dragon Balls               | Biiderutachi no Funtou! Sagase Doragon Booru             |
| 240     | Jedyna nadzieja w nowej technice walki | Revival                             | Dekkai Kibou!! Chibitachi no Shinhissatsuwaza            |
| 241     | Poszukiwani: Tronk i SonGoten          | Global Announcement                 | Goten Torankusu Zensekai ni Shimei Tehai                 |
| 242     | Święty Miecz Królestwa Bogów           | Learn To Fuse!                      | Gohan Fukkatsu!! Kaioushin no Himitsu Heiki!?            |
| 243     | Spotkanie dwóch sił                    | The Z Sword                         | Nuketaaa!! Densetsu no Zetto Soodo                       |
| 244     | Szantaż                                | Race to Capsule Corp                | Nerawareta Nishi no Miyako! Tomare Majin Buu!!           |
| 245     | Ktoś tu chyba blefuje                  | Super Saiyan 3?!                    | At'to Odoroku Daihenshin!! Suupaa Saiyajin Surii         |
| 246     | BuBu się buntuje                       | Buu's Mutiny                        | Bai Bai ˇ Babidi!! Majin Buu Hangyaku                    |
| 247     | Songo musi wracać                      | The Fusion Dance                    | Mecha Kakko Warui!? Tokkun Henshin Poozu                 |
| 248     | Czas się rozstać                       | Goku's Time is Up                   | Jaa na Minna!! Gokuu Ano Yo ni Kaeru                     |
| 249     | Rozstania i powroty                    | Return to Other World               | Gohan wa Doko Da!? Kaioushinkai no Moutokkun             |
| 250     | Złamany miecz                          | Out from the Broken Sword           | Uso Daro!? Zetto Soodo ga Orechatta                      |
| 251     | Grzech pychy                           | Gotenks is Born                     | Gattai Choujin Tanjou!! Sono Na wa Gotenkusu             |
| 252     | Senior Bogów                           | Mister Satan and Buu become friends | Saishuu Heiki Shidou!?Satan wa Chikyuu o Sukuu           |
| 253     | BuBu ma przyjaciela                    | Unlikely Friendship                 | Korosu no Yameta!! Majin Buu Yoi Ko Sengen               |
| 254     | Cisza przed burzą                      | I Kill No More                      | Nigero Satan!! Ikari no Majin Buu Shutsugen              |
| 255     | Trzy wcielenia BuBu                    | The Evil of Men                     | Dotchi ga Katsu no!? Zen'aku Buu Buu Taiketsu            |
| 256     | Niespodziewana wizyta                  | Buu Against Buu                     | Matta Nashi no Hakyoku!! Chikyuu Jinrui Zetsumetsu       |
| 257     | Cisza przed burzą                      | Empty Planet                        | Tokkun Seikou!! Kore de Owari Da Majin Buu               |
| 258     | Dziwna taktyka                         | Time Struggle                       | Honki de Iku ze!! Suupaa Gotenkusu Zenkai                |
| 259     | Super Duchy Kamikadze                  | Super Moves of Gotenks              | Yatta ze!! Obake de Seikou Buu Taiji!?                   |
| 260     | Wrota dzielące dwa wymiary             | Trapped in Forever                  | Ijigen kara no Dasshutsu!! Suupaa Gotenkusu Surii        |
| 261     | To spotkanie źle się skończy           | Feeding Frenzy                      | Norisugi!? Buu Buu Bareebooru                            |
| 262     | Starcie tytanów                        | Gotenks is Awesome!                 | Masa ni Gureeto!! Shinsei Gohan Chikyuu e                |
| 263     | Iskierka nadziei                       | Unlucky Break                       | Buu o Attou!! Gohan no Mirakuru Pawaa                    |
| 264     | Tajemniczy powrót Dendiego             | A Whole New Gohan                   | Yatta ka!? Majin Buu Daibakuhatsu                        |
| 265     | Fatalny błąd                           | Majin Buu Transforms                | Buu Saiaku no Hansoku!! Gotenkusu Kyuushuu               |
| 266     | Powrót do życia                        | The Old Kai's Weapon                | Zen'uchuu no Tame ni... Yomigaere Son Gokuu              |
| 267     | Magiczne kolczyki                      | Ready to Fuse?                      | Kiseki wa Ichido... Naru ka Gohan to no Chougattai       |
| 268     | Odmowa Vegety                          | Union of Rivals                     | Gattai!! Bejiita no Hokori to Gokuu no Ikari             |
| 269     | Narodziny nowego superbohatera         | Meet Vegetto                        | Souzetsu Pawaa!! Kyuukyoku o Koeru Bejitto               |
| 270     | Nadal grozi nam niebezpieczeństwo      | Rip in the Universe                 | Jigen ni Kiretsu!! Buu ga Kirechatta!?                   |
| 271     | Dziwna postawa VeGo                    | Vegetto? Downsized                  | Buu no Oku no Te!! Amedama ni Natchae                    |
| 272     | Błąd, który może drogo kosztować       | The Incredible Fighting Candy       | Hiiroo Soushitsu!? Kyuushuu Sareta Bejitto               |
| 273     | Piekielny labirynt                     | The Innards of Buu                  | Ma no Meikyuu!! Buu no Onaka ni Naniga Aru!?             |
| 274     | Fatamorgana                            | Mind Trap                           | Akumu ka Maboroshi ka!? Gokuu to Gohan no Oyako Taiketsu |
| 275     | Dwugłowy potwór                        | Deadly Vision                       | Majin no Himitsu!! Buu no Naka ni Futari no Buu          |
| 276     | Wyjście awaryjne                       | Evil Kid Buu!                       | Deguchi wa Doko Da!? Kuzureru Buu kara Dasshutsu         |
| 277     | Następną ofiarą będzie Ziemia          | End of Earth                        | Chikyuu Shoumetsu!! Buu Jaaku e no Gyakuhenshin          |
| 278     | Tragedii ciąg dalszy                   | True Saiyans Fight Alone            | Buu Raishuu!! Kaioushinkai de Ketchaku Da                |
| 279     | Groźba wisi nad drugim światem         | Battle for the Universe Begins      | Mirai o Tsukame!! Uchuu o Kaketa Daikessen               |
| 280     | Songo stawia wszystko na jedną kartę   | Vegeta's Respect                    | Bejiita Datsubou!! Gokuu Omaega Nanbaa Wan Da            |
| 281     | Minuta prawdy                          | Minute of Desperation               | Taenuke Bejīta!! Inochigake no Ippunkan                  |
| 282     | Opatrzność zsyła pomoc                 | Old Buu Emerges                     | Satan o Ijimeru na!! Ganso Bū Fukkatsu                   |
| 283     | Nameczański Smok                       | Earth Reborn                        | Bejiita no Hisaku!! Porunga to Futatsu no Negai          |
| 284     | Strategia ostatniej nadziei            | Call To Action                      | Saigo no Kibou!! Tsukuru ze Dekkai Genki-Dama            |
| 285     | Niewdzięczność ofiar                   | People of Earth Unite               | Choukangeki!! Dekita ze Minna no Genki-Dama              |
| 286     | Songo atakuje                          | Spirit Bomb Triumphant              | Yappari Saikyou Son Gokuu!! Majin Buu Shoumetsu          |
| 287     | Bu Bu i pieniążki                      | Celebrations With Majin Buu         | Modotta Heiwa!! Seigi no Mikata Majin Buu!?              |
| 288     | Odnalezione szczęście                  | He's Always Late                    | Osoi ze Gokuu! Minna de Paati!!                          |
| 289     | Trzecie pokolenie                      | Granddaughter Pan                   | Gokuu Ojiichan! Watashi ga Pan yo!!                      |
| 290     | Stary znajomy                          | Buu's Reincarnation                 | Oira wa Uubu! Ima Jussai de Moto Majin!?                 |
| 291     | Songo zaczyna nowe życie               | Goku's Next Journey                 | Motto Tsuyoku!! Gokuu no Yume wa Choudekkee              |